# Charles Ier Louis du Palatinat
Pour les articles homonymes, voir Charles.
Charles-Louis Ier du Palatinat, né le 22 décembre 1617 à Heidelberg et mort le 28 août 1680 près d'Edingen, est électeur palatin du Rhin de 1648 à sa mort.

## Biographie
Charles-Louis est le fils puîné de Frédéric V, comte palatin et fugitif roi de Bohême, et d'Élisabeth d'Angleterre, fille du roi Jacques Ier.

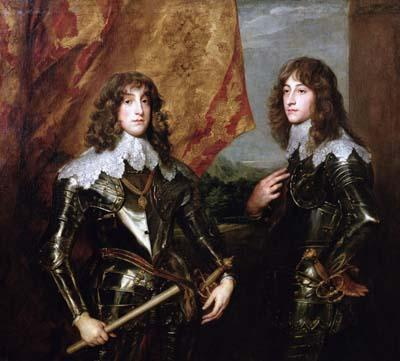
Charles-Louis et son frère Rupert dans le Portrait des princes palatins, par Antoine van Dyck, 1637
Musée du Louvre.

Son père ayant été déchu de ses droits, sa dignité d'électeur attribuée à son cousin Maximilien Ier de Bavière et ses terres confisquées par l'empereur en 1620, il grandit avec sa famille en exil dans les Provinces-Unies.
Charles-Louis devint héritier du trône à la mort de son frère aîné, Henri-Frédéric, en 1629.
Le 24 octobre 1648, après le traité de Westphalie, il rentre en possession du Bas-Palatinat, qu'avait perdu son père, et obtient, en dédommagement du reste de ses États héréditaires, l'investiture d'un huitième électorat, qui est créé en sa faveur, ainsi que la charge d'architrésorier de l'Empire. Cependant, si ses ancêtres avaient rang de premier électeur de l'Empire, il n'en est plus que le dernier. En 1649, il épouse Charlotte de Hesse-Cassel, fille d'Amélie-Élisabeth de Hanau-Münzenberg dont il a trois enfants :
- Charles II (1651-1685), qui épouse en 1671 Wilhelmine- Ernestine de Danemark (1650-1706) fille de Frédéric III ;
- Élisabeth-Charlotte (1652-1722), qui épouse en 1671 Philippe de France, Monsieur, duc d'Orléans (1640-1701), frère cadet de Louis XIV et veuf d'Henriette Stuart depuis 1670 ;
- Henri, mort en bas âge en 1653.

Charlotte de Hesse-Cassel refusant de satisfaire son grand appétit sexuel, il la répudie puis divorce unilatéralement en 1654 pour épouser morganatiquement sa demoiselle d'honneur (devenue sa favorite) Louise de Degenfeld qui lui donnera treize enfants non dynastes (il leur conféra le titre de noblesse désuet de Raugraves (en)) dont 6 seulement arrivent à l'âge adulte et dont la plupart mourront célibataires. Ouvertement bigame, il vit alors avec ses deux épouses dans le château de Heidelberg.
Bien qu'il marie brillamment et intelligemment ses enfants, il ne peut empêcher le Palatinat de devenir (comme les états voisins tels la Lorraine ou l'archevêché de Trèves) le champ de bataille de l'Europe.
En 1673, il entre dans la ligue formée contre la France, la Quadruple-Alliance.
L'année suivante, pour priver de subsistance les Impériaux et leur couper ainsi la route de l'Alsace, Turenne ordonne le premier ravage du Palatinat, qui voit nombre de sanglantes exactions et l'incendie de trente-deux bourgs. L'électeur reproche à Turenne ses atrocités, et « d’avoir fait consumer jusques aux églises même de votre religion ». Il lui fait en même temps porter un cartel, un défi en combat singulier. Il meurt en 1680. Face à de si puissants adversaires, il répétait souvent : « Je prends patience en enrageant. »
Charles, son fils et successeur, mort en 1685, est le dernier électeur de la maison de Palatinat-Simmern. Sa fille, Élisabeth-Charlotte, dite Liselotte ou la princesse Palatine, est la seconde épouse de Monsieur, frère unique du roi (Louis XIV de France) et une correspondante/épistolière prolifique et spirituelle. Mère du Régent et d'Élisabeth-Charlotte, duchesse puis régente de Lorraine et de Bar, elle est une ancêtre de la Maison royale de France (branche des Orléans) et de la Maison impériale et royale de Habsbourg-Lorraine.
Il est inhumé dans l'église du Saint-Esprit à Heidelberg.

## Source
Cet article comprend des extraits du Dictionnaire Bouillet. Il est possible de supprimer cette indication, si le texte reflète le savoir actuel sur ce thème, si les sources sont citées, s'il satisfait aux exigences linguistiques actuelles et s'il ne contient pas de propos qui vont à l'encontre des règles de neutralité de Wikipédia.